# Смирнов, Адриан Анатольевич
Адриа́н Анато́льевич Смирно́в (16 ноября 1908, Новгород — 6 декабря 1992, Киев) — советский физик-теоретик, действительный член АН УССР (с 1967 года). Лауреат Государственной премии УССР в области науки и техники (1978, 1988). Заслуженный деятель науки УССР (1984).

## Биография
Родился 16 ноября 1908 года в Новгороде. В 1932 году окончил Ленинградский университет. Член ВКП(б) с 1945 года.
Участвовал в Великой Отечественной войне — командир взвода противотанковых орудий, в декабре 1941 года демобилизован после тяжёлого ранения, полученного 01.08.1941 года в боях за Смоленск; младший лейтенант.
В 1949—1950 году работает в Институте физики АН УССР. В 1950—1955 годах — заведующий отделом Лаборатории металлофизики АН УССР, в 1955—1987 годах — в Институте металлофизики АН УССР. С марта по сентябрь 1955 года — директор Института металлофизики АН УССР.
В мае 1951 года избран членом-корреспондентом АН УССР, Отдел физико-химических и математических наук, специальность: физика металлов, в 1963—1966 годах — академик-секретарь Отдела АН УССР, с 20 декабря 1967 года — академик АН УССР, специальность: металлургия и металловедение, в 1970—1974 годах — вице-президент АН УССР. 
С 1972 по 1988 год — главный редактор «Украинского физического журнала».
С 1950 по 1955 год  (по 1957 год — по совместительству) — профессор Киевского политехнического института.
Скончался 6 декабря 1992 года. Похоронен в Киеве на Байковом кладбище (участок № 49 а).

## Научная работа
Автор семи монографий и более 220 научных трудов, основные из них касаются теории металлов и сталей и теории поля, в частности, квантовой теории упорядоченных и неупорядоченных сталей, исследования нарушений кристаллической решётки упорядоченных сталей, рассеяния нейтронов и рентгеновских лучей кристаллической решёткой сталей. Развил теорию электронного энергетического спектра упорядочивающихся сплавов (1947). Предсказал эффекты влияния упорядочения сплавов на диффузию (1954). Построил теорию распада сплавов, содержащих примеси на узлах и межузлиях кристаллической решётки (1955). Предложил новый метод исследования формы поверхности Ферми в металлах и сплавах (1959). Построил теорию фазовых переходов «порядок — беспорядок» в сплавах с несколькими сверхструктурами и при высоких давлениях (1974).

## Труды
- Теория диффузии в сплавах внедрения / А. А. Смирнов; ИМФ АН УССР. — Киев: Наук. думка, 1982. —- 168 с.
- Теория сплавов внедрения. Размещение и подвижность внедренных атомов в металлах и сплавах. — Москва: Наука, 1979. — 365 с.
- Обобщенная теория упорядочения сплавов. Сплавы с неэквивалентными положениями атомов и с изменяющимся объёмом / А. А. Смирнов; отв. ред. К. В. Чуистов; ИМ АН УССР. — Киев: Наук. думка, 1986. — 168 с.

## Награды
- Медаль «За отвагу» (06.11.1947)[2]
- два ордена Трудового Красного Знамени
- медаль «За трудовую доблесть» (1950)
- орден «Знак Почёта» (1953)
- Государственная премия УССР в области науки и техники (1978, 1988)
- премия имени К. Д. Синельникова АН УССР (1981) — за монографию «Теория сплавов проникновения»
- Орден Отечественной войны I степени (06.11.1985)[6].

## Память
На здании Института металлофизики имени Г. В. Курдюмова НАН Украины, где работал Адриан Смирнов в 1950—1992 годах (Киев, бульвар Академика Вернадского, 36), установлена бронзовая мемориальная доска.